# Amoklauf von Leutershausen

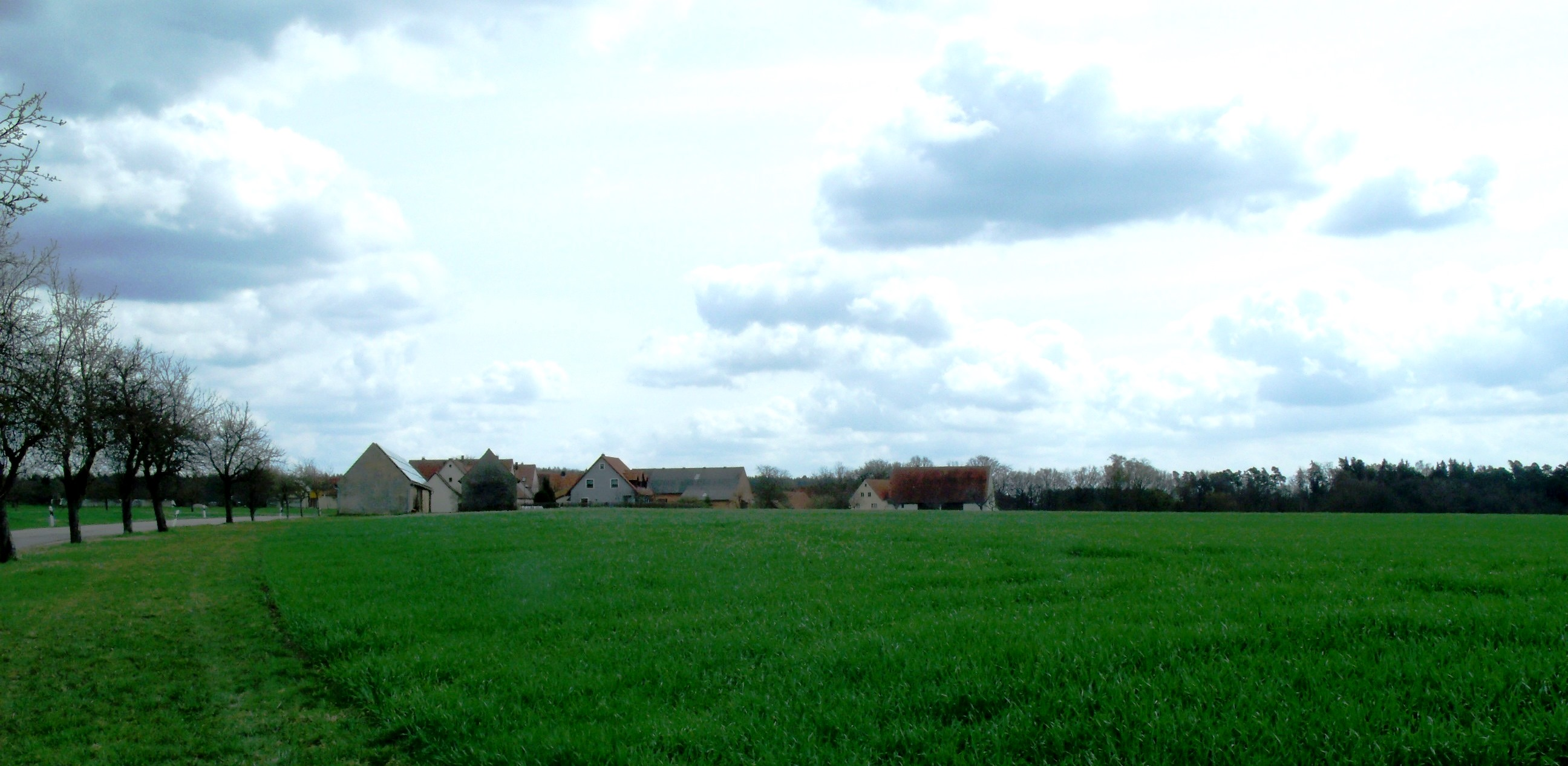
Ortschaft Tiefenthal

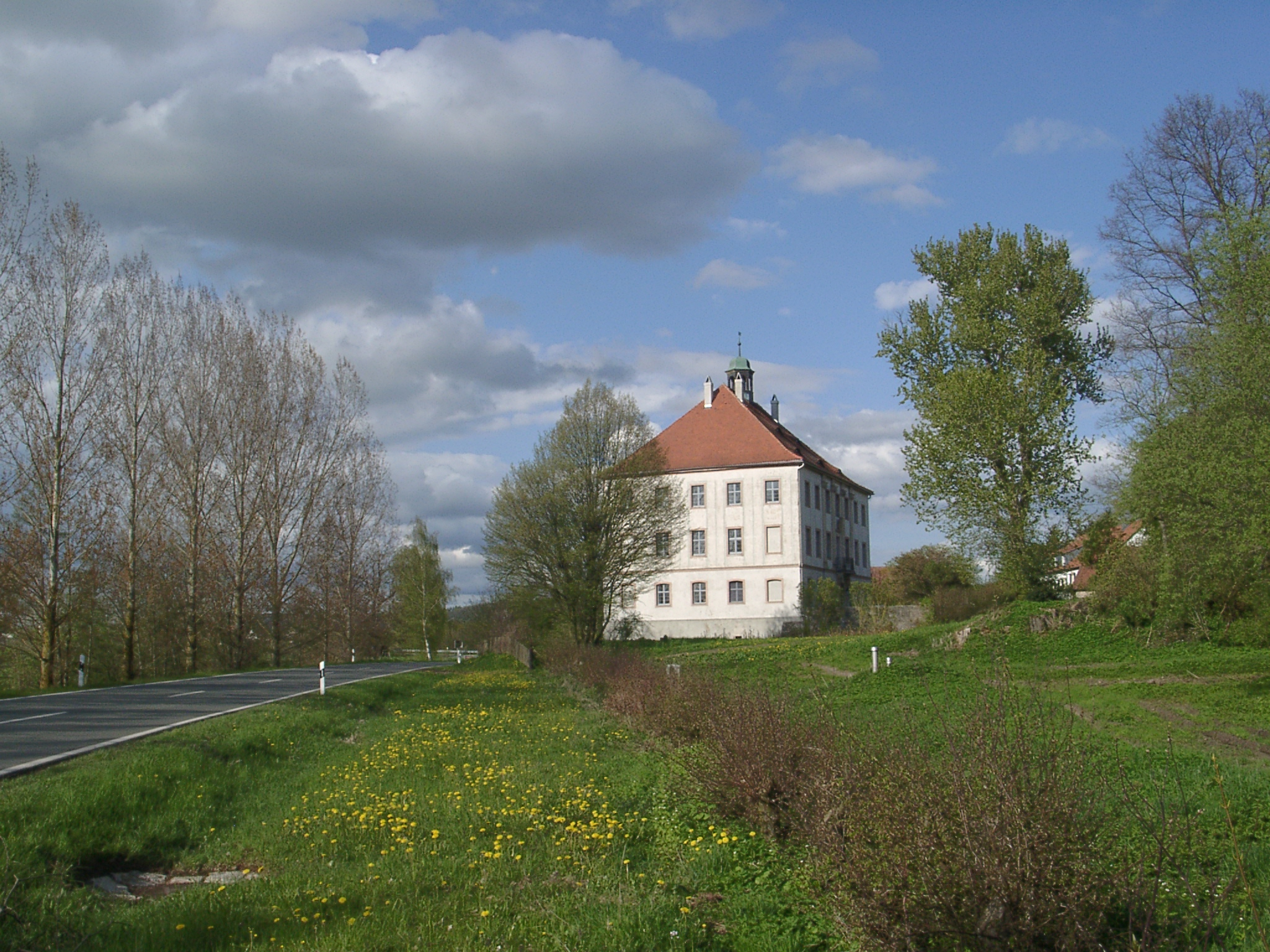
Ortschaft Rammersdorf

Der Amoklauf von Leutershausen war ein Amoklauf mit zwei Toten am Vormittag des 10. Juli 2015 in Tiefenthal und Rammersdorf, zwei Ortsteile der Stadt Leutershausen im bayerischen Landkreis Ansbach.

## Tathergang
Laut Angaben der Polizei soll der aus Ansbach stammende, nicht vorbestrafte Täter ab 10:02 Uhr aus dem Auto, einem silbernen Mercedes Cabrio, heraus geschossen haben. Die Tatwaffe, eine großkalibrige Pistole, befand sich zwar legal in seinem Besitz, zum Führen der Waffe in der Öffentlichkeit war er allerdings nicht berechtigt. Dabei wurden zunächst in Tiefenthal eine 82-jährige Frau und wenige Minuten später in Rammersdorf ein 72-jähriger Radfahrer getötet. Um 10:20 Uhr schoss der Täter in Winden (Stadt Leutershausen) auf eine Pkw-Fahrerin, die daraufhin unverletzt flüchtete. Zirka 10:25 Uhr schoss der Täter auf eine Hauswand in Hinterholz (Stadt Leutershausen). Gegen 10:30 Uhr bedrohte der Täter zwei Passanten in Binzwangen (Markt Colmberg), diese blieben jedoch unverletzt. 10:45 Uhr schoss er auf einen Landwirt in Hainklingen (Markt Flachslanden), der zwar nicht direkt getroffen, aber durch Splitterwirkung leicht verletzt wurde. Des Weiteren bedrohte er gegen 11:30 Uhr einen Bauarbeiter in Rappenau (Markt Obernzenn).
Der Täter betrat gegen 11:45 Uhr eine Tankstelle in Bad Windsheim etwa 30 Kilometer vom Tatort entfernt. Von dem Personal, das bereits vorher durch die im Rundfunk ausgestrahlte Öffentlichkeitsfahndung sensibilisiert war und ebenfalls mit der Waffe bedroht wurde, konnte er entwaffnet und überwältigt werden. In dem Fahrzeug wurde noch eine Zweitwaffe, ein schwerer Revolver mit hoher Mannstoppwirkung, sowie jeweils etwa 100 Schuss Munition für beide Waffen gefunden.  Er wurde daraufhin festgenommen und wirkte psychisch angeschlagen.
Eine erste psychiatrische Begutachtung des Täters bescheinigte eine „akute Psychose mit einem bizarren Wahnsystem“.
Es wurde ein Unterbringungsbefehl erlassen, und der Täter statt in Untersuchungshaft in die geschlossene Abteilung des Bezirksklinikums Ansbach eingeliefert.

## Hintergründe der Tat
Der Täter war zum Tatzeitpunkt 47 Jahre alt und nennt kein Motiv. Nach eigenen Angaben arbeitete er früher als Kranken- und Altenpfleger und war seit einigen Monaten arbeitslos. Es bestanden keinerlei Verbindungen zwischen dem Täter und den Opfern.
Die Blut- und Urinproben des Täters ergaben, dass Bernd G. zum Tatzeitpunkt „akut unter dem Einfluss von Cannabisprodukten“ stand, was aber offensichtlich seine Fähigkeiten zum sicheren Umgang mit Waffen und dem Fahrzeug nicht negativ beeinflusste. Bei der Durchsuchung seiner Wohnung wurden 18 Cannabispflanzen fest- und sichergestellt und seine Mitgliedschaft in einer keltisch-druidischen-Glaubensgemeinschaft festgestellt. Deren Mitgliedern war er zwar persönlich unbekannt, jedoch praktizierte er zuhause auch eher ungewöhnliche Riten, die ihn vor dem Zugriff von Dämonen und Werwölfen schützen sollten.
Ein im Oktober 2015 vorgelegtes psychiatrisches Gutachten bescheinigt dem Täter paranoide Schizophrenie und die Unzurechnungsfähigkeit zum Tatzeitpunkt.

## Prozess
Am 29. Februar 2016 begann der Prozess gegen den als schuldunfähig geltenden Täter beim Landgericht Ansbach mit dem Verlesen der Anklage und einer Erklärung der Verteidigung. Am 12. April 2016 verurteilte das Gericht ihn zu dauerhafter Unterbringung im Maßregelvollzug.